# Asdrúbal Blanco
Asdrúbal Blanco, nacido como Asdrúbal José Blanco Pérez, (Caracas, Venezuela, 5 de septiembre de 1978) es un actor venezolano de cine, teatro y televisión. Es conocido por formar parte del medio venezolano artístico desde su niñez.

## Biografía
Su carrera comenzó desde pequeño. A la edad de nueve años fue seleccionado por el actor Antonio Machuca durante la participación en una audición para Radio Caracas Televisión, siendo después elegido por Arquímedes Rivero para aparecer en el papel del niño Isandrito en la miniserie "La Muchacha Del Circo", siendo seleccionado al día siguiente de la audición a pesar de no haber hecho previamente ningún curso de actuación. 
Ese mismo año, interpreta a Eduardito en la telenovela "Abigaíl", permaneciendo a partir de ese momento en el sector de la actuación y contando hoy en día con más de treinta y cinco años de experiencia. 
En los estudios de Radio Caracas Televisión (RCTV), Asdrúbal comienza a familiarizarse con la actuación a través de la realización de un curso específico para niños impartido por la actriz Amalia Pérez Díaz, en el cual participaron otros niños que se encontraban en diferentes producciones televisivas. Posterior a sus inicios en RCTV, su crecimiento profesional se desarrolla en Venevisión cuando Arquímedes Rivero se traslada de un canal al otro, llevando consigo a todos los actores elegidos por él a lo largo de los años. 
En 1990 participa en un unitario dedicado a José Gregorio Hernández, en el cual Mariano Álvarez Fernández interpreta al protagonista, siendo esta la ocasión en la cual Asdrúbal lo conoce y decide querer convertirse en actor profesional, lo cual dio lugar a que también conociese a otros actores como Rafael Briceño y Víctor Cámara, desarrollándose su gusto por la actuación al ver las interpretaciones de todos ellos. Poco tiempo después interpreta el papel de David Martán en “Inés Duarte, secretaria”, convirtiéndose así en un actor con mayor reconocimiento internacional, ya que dicha telenovela fue muy popular en aquel entonces. En esta telenovela se rodaron una gran cantidad de escenas exteriores a caballo, lo cual acercó a Asdrúbal a la equitación, practicándola de la mano del antes mencionado actor y también jinete Mariano Álvarez, convirtiéndose así el personaje de David Martán en su favorito. 
En la misma época hizo también su debut como cantante en el programa "Súper sábado sensacional", participando en la categoría de jóvenes del "Show de los Galanes" junto con Juan Carlos Vivas, Marcelo y José Viera. 
En 1992 recibe los premios Mara de Oro y Cacique de Oro como actor emergente, además del Venus de Oro en 1994. Durante el rodaje en los estudios, compagina su trabajo con la formación artística que se lleva a cabo en los mejores institutos de Venezuela, iniciando así su asistencia al Instituto de Formación Cinematográfica COTRAIN en 1993, y estudiando también guitarra clásica en el conservatorio José Ángel Lamas.
Al culminar su bachillerato, se matriculó también en la Escuela de Artes de la Universidad Central de Venezuela. Poco después, en 1998, se inscribe en el Centro de Entrenamiento para Profesionales, en el sector de la comunicación. Y al año siguiente, en 1999, entró en la Compañía Nacional de Teatro para estudiar análisis del texto teatral, canto y movimiento escénico. Posteriormente, en 2003, estudia actuación con Héctor Manrique y Héctor Clotet. 
Más adelante realiza diferentes talleres de actuación con Jean Carlo Simancas, trabaja en numerosas telenovelas y también en producciones teatrales a través de ser promovido por dicho actor, iniciando con una obra infantil producida por la también actriz Viviana Gibelli, y posteriormente interpretando a Leonardo en "Bodas de sangre", obra de Federico García Lorca. Al mismo tiempo, comienza a trabajar también en el mundo cinematográfico. 
Además de actor, ha sido el rostro de diferentes anuncios de televisión y redes sociales, siendo también cantante, guitarrista, bailaor de flamenco, presentador de televisión y radio, además de maestro de equitación y profesor de cursos de actuación televisiva.
Actualmente vive en Caracas, donde acaba de terminar el rodaje de la película "Batalla naval, un mar de libertad" y también la obra de teatro "Juicio a Sócrates" cuyo director y escritor es el dramaturgo José Tomás Angola. En este momento está terminando de rodar una serie televisiva dirigida por Luis Alberto Lamata y prepara su protagonización en la obra teatral "El Mercader de Venecia", bajo la dirección de José Tomás Angola.

## Telenovelas
- “La Muchacha Del Circo" (1988) - Personaje: Isandrito

- “Abigaíl" (1988) - Personaje: Eduardito

- “Alondra" (1989) - Personaje: Albertico

- “El engaño" (1989)

- “Los últimos Héroes" (1990)

- “Inés Duarte, secretaria” (1990 - 1991) - Personaje: Davide Martán

- “Bellísima" (1991) - Personaje: Rubén Gruber

- “Amor de papel" (1993) - Personaje: Luisito Luján

- "Dulce enemiga" (1995) - Personaje: Toñito Andueza Santacruz

- “Sol de tentación” (1996) - Personaje: Quintico Segundo García (Antonio)

- “Amor mío" (1997) - Personaje: René

- “Enseñame a querer" (1998) - Personaje: Franklin

- “Cuando hay pasión” (1999) - Personaje: Jean Paul Núñez Anzola

- “Toda mujer" (1999 – 2000) - Personaje: René Bustamante Castillo

- “Guerra de mujeres" (2001) - Personaje: Javier

- “Más que amor, frenesí" (2001) - Personaje: Edisson

- “Engañada" (2003) - Personaje: Marcos Blanco

- "Sabor a ti" (2004) - Personaje: Quintino

- “El amor las vuelve locas" (2005) - Personaje: Enrique ("Kike")

- “Guerreras y Centauros" (2015) [6]   - Personaje: Ataulfo Rivero Vélez

- “Intriga tras cámaras" (2019) - Personaje: Andrés Castell

## Teatro
- “La bella durmiente y el príncipe Valiente", (2008) / dirigida por Viviana Gibelli en el Teatro Sambil

- “Ellos juran que son ellas", (2011)

- “Divorciémonos Cariño", (2015), de Enrique Salas / dirigida por Elba Escobar, en el Teatro Premium Los Naranjos

- “La Vecina", (2016), de Daniel Colas

- “Yerma", (2016), de Federico García Lorca – Personaje: Víctor

- "Peer Gynt", (2016), de Henrik Ibsen / en el Festival del Teatro de Caracas - Personaje: Peer Gynt

- “Mi super Villano", (2016)

- “Anabella, la princesa encantada”, (2017) / dirigida por Alejandro Bello - Personaje: Alejandro Gutiérrez

- “Speedo rojo", (2018) / en el Teatro La Caja de Fósforos (Festival de Dramaturgia Estadounidense)

- “Amores de Barra", (2018) dirigida por Judith Vásquez

- “Negro Animal Tristeza”, (2019) de Anja Hilling / dirigida por Orlando Arocha, en el Teatro La Caja de Fósforos: Festival de Dramaturgia Europea Alemana - Personaje: Paul

- “Bodas de sangre", (2019) de Federico García Lorca / en la Sala Romulo Gallegos de Altamira - Leonardo

- “César y Cleopatra”, (2022) de George Bernard Shaw / en el Teatro Teresa Carreño - Personaje: Apolodoro

- “Juicio a Sócrates”, (2023) - Personaje: Licón de Atenas

## Series Televisivas
- ¡Qué Chicas! (1989)

- “José Gregorio Hernández” (1990)

- “Romance Musical" (1990)

- “Entre tú y yo" (1997) - Personaje: Robert Villasmil

- “Atraco Tres" (1997), dirigida por Miguel Ángel Landa

- “Sucesos y pecados" (2000)

- “Amor urbano" (2009)

- “Corazones extremos" (2011) - Personaje: Fernando Cappelletti

- “La Viuda Milionaria" (2018) - producida por la Villa del Cine / Personaje: Padre Salvador

- "El Último Día" (2020)

- “Carabobo, Caminos de libertad"  (2021) - Personaje: Santiago Mariño, “Libertador de Oriente"

- “La precursora" (2022)

## Cine
- “Miranda regresa" (2007), dirigida por Luis Alberto Lamata

- “Muerte suspendida" (2015), dirigida por Oscar Rivas Gamboa - Orosco [7]

- “Muerte en Berruecos" (2018), dirigida por Caupolicán Ovalles -  Capitán Muñoz

- “Hijos de la Tierra" (2022), dirigida por Jacobo Penzo - Personaje: Oficial de armada

## Documentales
- “El Toreo y su Sombra" (2020)